# Let There Be Rock
Let There Be Rock (englisch für „Es werde Rock“) ist das vierte Studioalbum der australischen Hard-Rock-Band AC/DC, das im März 1977 erschien.

## Entstehung und Veröffentlichung
Die Erstveröffentlichung von Let There Be Rock erfolgte am 21. März 1977 bei Albert Music (Katalognummer: APLP-022). Das Album erschien in seiner Originalausführung als LP mit acht Titeln. Am 25. Mai 1987 erschien das Album erstmals als CD-Ausführung (Katalognummer: CDP 7466662). Wie schon bei den vorhergehenden Alben sind die Titellisten der australischen und internationalen Version von Let There Be Rock leicht verschieden. Für die internationale Version wurde das Stück Crabsody in Blue durch eine gekürzte Version des Lieds Problem Child ersetzt, das schon auf Dirty Deeds Done Dirt Cheap enthalten gewesen war. Auf der europäischen LP-Version war Crabsody in Blue noch enthalten, ab der ersten CD-Version fiel es jedoch weg und erschien nur in Australien auf CD, bis es 2009 schließlich auf Backtracks vertreten war (Katalognummer: Columbia 88697 540992).
Im Jahr 1980 wurde kurz nach Bon Scotts Tod ein Konzertfilm unter dem Titel Let There Be Rock: The Movie veröffentlicht. Dieser Mitschnitt wurde jedoch nicht bei der Tournee zu diesem Album, sondern zu Highway to Hell aufgezeichnet.
Geschrieben wurden alle Lieder gemeinsam von den AC/DC-Mitgliedern Bon Scott, Angus und Malcolm Young. Für die Produktion aller Lieder zeichnete gemeinsam Harry Vanda und George Young verantwortlich. Bei der Produktion zu Crabsody in Blue bekamen die beiden Unterstützung durch Malcolm Young. Let There Be Rock ist das letzte Album mit dem Bassisten Mark Evans.

## Stil
Der Sound des Albums ist von dem für AC/DC typischen Hard Rock geprägt, der klare Einflüsse von Blues und Rock ’n’ Roll aufzeigt.

## Titelliste

### Australische Version
1. Go Down – 5:20
2. Dog Eat Dog – 3:35
3. Let There Be Rock – 6:07
4. Bad Boy Boogie – 4:28
5. Overdose – 6:09
6. Crabsody in Blue – 4:45
7. Hell Ain’t a Bad Place to Be – 4:15
8. Whole Lotta Rosie – 5:22

### Internationale Version
1. Go Down – 5:31
2. Dog Eat Dog – 3:34
3. Let There Be Rock – 6:06
4. Bad Boy Boogie – 4:27
5. Problem Child – 5:24
6. Overdose – 6:09
7. Hell Ain’t a Bad Place to Be – 4:21
8. Whole Lotta Rosie – 5:24

### Europäische Version von 1977 (ATL Records No. 50366)
1. Go Down – 5:20
2. Dog Eat Dog – 3:30
3. Let There Be Rock – 6:12
4. Bad Boy Boogie – 4:29
5. Overdose – 6:03
6. Crabsody in Blue – 4:39
7. Hell Ain’t a Bad Place to Be – 4:20
8. Whole Lotta Rosie – 5:27

## Singleauskopplungen
| Jahr | Titel             | Höchstplatzierung, Gesamtwochen, AuszeichnungChartsChartplatzierungen (Jahr, Titel, , Platzierungen, Wochen, Auszeichnungen, Anmerkungen) | Anmerkungen                                                 |
| Jahr | Titel             | UK | Anmerkungen                                                 |
| ---- | ----------------- | --- | ----------------------------------------------------------- |
| 1977 | Dog Eat Dog       | — | Erstveröffentlichung: 21. März 1977                         |
| 1977 | Whole Lotta Rosie | UK36 Silber · (9 Wo.)UK | Erstveröffentlichung: August 1977 Verkäufe: + 240.000       |
| 1977 | Let There Be Rock | — | Erstveröffentlichung: 30. September 1977 Verkäufe: + 40.000 |

## Rezeption
Let There Be Rock gilt heute als eines der besten Alben der Gruppe. Im Rock Hard wurde dem Album 2007 unter dem Motto „30 Jahre Let There Be Rock“ eine Titelstory gewidmet, Autor Götz Kühnemund vergab in seinem Review eine volle Punktzahl (10 Punkte) an den Klassiker und urteilte: „Mit Let There Be Rock legten AC/DC härtetechnisch einen Zahn zu und konnten wieder an die Klasse des Debüts anknüpfen. Mit Whole Lotta Rosie, Hell Ain't a Bad Place to Be, Bad Boy Boogie und dem Titelsong sind gleich vier der allergrößten AC/DC-Hits und mit Go Down, Dog Eat Dog, Overdose und dem bereits auf Dirty Deeds veröffentlichten Problem Child vier weitere Klassiker vertreten. Eine Scheibe ohne einen einzigen schwachen Ton!“ Im Jahr 2007 veröffentlichte selbiges Magazin eine Liste der besten Rock- und Metalalben aller Zeiten. In der 500 Alben umfassenden Liste landete Let There Be Rock auf Platz 48 und war damit das viertbest-platzierte Album der Gruppe, die mit Back in Black die Liste anführte.

## Kommerzieller Erfolg

### Chartplatzierungen
Let There Be Rock avancierte zum Top-10-Erfolg in den Niederlanden (Rang 10).
| ChartsChartplatzierungen       | Höchstplatzierung | Wochen |
| ------------------------------ | ----------------- | ------ |
| Australien (ARIA)              | 19 (… Wo.)        | …      |
| Deutschland (GfK)              | 40 (1 Wo.)        | 1      |
| Schweiz (IFPI)                 | 17 (1 Wo.)        | 1      |
| Vereinigte Staaten (Billboard) | 154 (11 Wo.)      | 11     |
| Vereinigtes Königreich (OCC)   | 17 (5 Wo.)        | 5      |

### Auszeichnungen für Musikverkäufe
| Land/Region                  | Auszeichnungen für Musikverkäufe (Land/Region, Auszeichnung, Verkäufe) | Verkäufe  |
| ---------------------------- | ---------------------------------------------------------------------- | --------- |
| Australien (ARIA)            | 5× Platin                                                              | 350.000   |
| Deutschland (BVMI)           | Platin                                                                 | 500.000   |
| Frankreich (SNEP)            | Gold                                                                   | 100.000   |
| Kanada (MC)                  | Gold                                                                   | 50.000    |
| Neuseeland (RMNZ)            | 2× Platin                                                              | 40.000    |
| Spanien (Promusicae)         | Gold                                                                   | 50.000    |
| Vereinigte Staaten (RIAA)    | 2× Platin                                                              | 2.000.000 |
| Vereinigtes Königreich (BPI) | Gold                                                                   | 100.000   |
| Insgesamt                    | 4× Gold · 10× Platin ·                                                 | 3.190.000 |

Hauptartikel: AC/DC/Auszeichnungen für Musikverkäufe